# 赛斯拉
赛斯拉是德国图林根州的一个市镇。总面积4.44平方公里，总人口159人，其中男性82人，女性77人（2011年12月31日），人口密度36人/平方公里。